# Lupinus cervinus
Lupinus cervinus är en ärtväxtart som beskrevs av Albert Kellogg. Lupinus cervinus ingår i släktet lupiner, och familjen ärtväxter. Inga underarter finns listade i Catalogue of Life.